# Corruptor
Unidad del Videojuego StarCraft de la facción de los Zerg
El Corruptor es una unidad de ataques bacteriológicos Zerg. Entre otras habilidades, sin un tipo de ataque, puede crear el Enjambre Tétrico, el cual es una nube naranja que protege a las unidades Zerg, el otro es Hierve Sangre (Actualmente editado a "plaga") la cual afecta cierto rango de unidades o edificios las cuales lentamente reciben un daño bordeando los 300, sin embargo nunca llegan a morir por esta habilidad y la última habilidad es consumir, la cual mata una de tus unidades y el corruptor recibe 50 puntos de energía.

## Características
- Tamaño: Medium
- Fuente: 1
- Costo: 50 150
- Tiempo de Construcción: 28
- Producido en: Colmena
- Requiere: Montículo del corruptor
- Armadura: 1
- Visión: 6

- Datos: Q56377240